# پتری واریس
پتری واریس (انگلیسی: Petri Varis؛ زادهٔ ۱۳ مهٔ ۱۹۶۹) بازیکن هاکی روی یخ اهل فنلاند است.